# Aktion Sühnezeichen Friedensdienste
Aktion Sühnezeichen Friedensdienste (Akcja Znaku Pokuty – Służby dla Pokoju, ASF) została założona przez przedstawicieli niemieckiego Kościoła protestanckiego jako wyraz żalu z powodu cierpień zadanych przez Niemców ofiarom II wojny światowej i pragnienia naprawienia w niewielkim nawet stopniu krzywd wyrządzonych przez Niemców, w tym także chrześcijan. Do czasu zjednoczenia Niemiec ruch rozwijał się równolegle w RFN i NRD, i to głównie NRD-owska część ruchu utrzymywała kontakty z Polską.
Celem organizacji była odbudowa zniszczeń wojennych w krajach, które najbardziej ucierpiały w wyniku reżimu nazistowskiego i II wojny światowej oraz szukanie pojednania z narodami prześladowanymi przez nazistów – w pierwszym rzędzie organizacja wysłała swoich wolontariuszy do Polski, ZSRR i Izraela. Jej rozwój pozwolił na wysyłanie ich także do innych krajów: Belgii, Francji, Holandii, Norwegii, Wielkiej Brytanii, Czech, a wskutek rozpadu ZSRR także na Ukrainę i Białoruś. Wolontariusze ASF podjęli pracę również w tych krajach, których wojna bezpośrednio nie dotknęła, ale gdzie jeszcze żyją ofiary tamtych czasów – poza wspomnianym już Izraelem, także w USA.
Od lat sześćdziesiątych istnieją kontakty pomiędzy Akcją Znaku Pokuty i różnymi partnerami w Polsce. Do najbardziej aktywnych działaczy Akcji należeli Günter Särchen i Lothar Kreyssig. Pierwsze wyjazdy zorganizowanych grup ochotników do Polski odbyły się w latach 1965 i 1966. Za czasów PRL kontakty te były często utrzymywane nieoficjalnymi drogami przez osoby prywatne.
W końcu lat dziewięćdziesiątych stała się możliwa regularna współpraca pomiędzy ASF a polskimi projektami. Obecnie co roku przyjeżdża do Polski około 15 wolontariuszy ASF z Niemiec. Pracują oni w takich projektach, jak:
- pomoc w organizacji pobytu grup odwiedzających muzea i miejsca pamięci (Majdanek, Stutthof), a także w Międzynarodowym Domu Spotkań Młodzieży w Oświęcimiu
- praca edukacyjno-historyczna w Żydowskim Centrum Edukacyjnym w Oświęcimiu, Żydowskim Instytucie Historycznym i Teatrze NN w Lublinie
- pomoc w biurze i opieka nad starszymi ludźmi – dawnymi więźniami obozów koncentracyjnych w Fundacji „Polsko-Niemieckie Pojednanie” w Warszawie
- praca nad projektami polsko-niemieckimi i międzynarodowymi w Fundacji „Krzyżowa” dla Porozumienia Europejskiego w Krzyżowej.
- opieka nad osobami starszymi – dawnymi więźniami obozów koncentracyjnych we współpracy z Maximilian-Kolbe-Werk w Łodzi, Gdańsku i Lublinie, w Stowarzyszeniu „Pro Vita et Spe” w Krakowie, a także w Gminie Żydowskiej w Warszawie
- praca z dziećmi i młodzieżą w Centrum Edukacyjnym Fundacji im. ks. Siemaszki w Piekarach k. Krakowa

Od 23 lutego 2009 istnieje także Stowarzyszenie ASF w Polsce. W jego skład wchodzą wieloletni współpracownicy ASF z Polski oraz byli wolontariusze. Od końca lat 90. również dla polskiej młodzieży istnieje możliwość wyjechania na wolontariat ASF.
Oprócz projektów wolontariatu długoterminowego (12 miesięcy), ASF organizuje co roku obozy letnie (tzw. wolontariat krótkoterminowy). Każdego roku około 300 osób bierze udział w obozach letnich w Niemczech i innych krajach. W ramach wolontariatu krótkoterminowego co roku, również na terenie Polski, odbywa się kilka obozów letnich, podczas których uczestnicy wspólnie pracują oraz dyskutują o kulturze pamięci, historii, społeczeństwie i polityce. Ważnym punktem projektów jest pielęgnacja żydowskich cmentarzy w Europie Środkowej i Wschodniej, praca w miejscach pamięci znajdujących się na terenie byłych obozów koncentracyjnych, w instytucjach edukacyjnych, a także wspólne spędzanie wolnego czasu.

Wielu byłych wolontariuszy ASF utrzymuje kontakt ze stowarzyszeniem, kontynuując działalność wolontariacką po zakończeniu ich projektów. Pomagają oni w szczególności w kwestiach public relations i edukacji.
Cztery razy w roku ukazuje się kwartalnik „Zeichen” (niem. znaki) czasopismo (w języku niemieckim), które informuje o aktualnej pracy wolontariuszy i partnerów ASF. Każde wydanie koncentruje się wokół innego tematu, skupia się na aktualnych wydarzeniach politycznych, zachęcając w ten sposób do dialogu między religiami i kulturami.